# Dealin' with Idiots
Dealin' with Idiots è un film del 2013 diretto da Jeff Garlin, che ne è anche attore protagonista.

## Trama
Il famoso comico Max Morris decide di conoscere i coloriti genitori e gli allenatori della squadra della Little League Baseball di suo figlio nel tentativo di trovare l'ispirazione per il suo prossimo film.

## Produzione
Dealin' with Idiots è stato scritto e diretto da Garlin, ispirato dalle sue esperienze con la squadra di baseball giovanile di suo figlio.
L'intero film è stato improvvisato.

## Distribuzione
Il film è stato distribuito dalla IFC Films il 12 luglio 2013.

## Accoglienza

### Incassi
Il film ha incassato ai botteghini 16.757 dollari.